# Leichtathletik-Länderkampf der Männer 1929 Frankreich – Deutschland
| 3. Leichtathletik-Länderkampf mit deutscher Beteiligung 1929 | 3. Leichtathletik-Länderkampf mit deutscher Beteiligung 1929 |
| ------------------------------------------------------------ | ------------------------------------------------------------ |
|                                                              |                                                              |
| Ländervergleich der Männer: Frankreich – Deutschland         |                                                              |
| Austragungsort                                               | Paris                                                        |
| Wettbewerbe                                                  | 15                                                           |
| Datum                                                        | 1. September 1929                                            |
| 1. GER 2. FRA                                                | 79 Punkte 66 Punkte                                          |
| Chronik                                                      |                                                              |
| ← GBR-GER (M)                                                | SUI-GER (M) →                                                |

Im dritten Vergleich des Leichtathletik-Länderkampfjahres 1929 maßen sich die deutschen Männer zum vierten Mal mit den Sportlern aus Frankreich. Die insgesamt fünfzehnte deutsche Länderbegegnung wurde am 1. September in der französischen Hauptstadt Paris ausgetragen. Es war wieder ein Termin, an dem die deutschen Leichtathleten zwei Länderkämpfe gleichzeitig absolvierten. Erstmals hatte es eine solche Situation im Vorjahr gegeben. Auch in diesem Jahr gab es parallel die Vergleiche mit Frankreich und der Schweiz, sodass zwei deutsche Nationalmannschaften nominiert werden mussten. In beiden Begegnungen ging Deutschland auch in dieser Saison am Ende als Sieger hervor. Gegen Frankreich lautete der Endstand 79 zu 66 Punkte.

## Modus
Die Regeln waren dieselben wie beim letzten Aufeinandertreffen. Jede Mannschaft trat in den Einzelwettbewerben mit je zwei Teilnehmern an. Die Sieger erhielten jeweils fünf Punkte, die Zweitplatzierten jeweils drei und die Drittplatzierten je zwei Punkte. Die Athleten auf dem jeweils vierten Rang kamen noch mit je einem Punkt in die Wertung. In den beiden Staffeln brachte Platz eins drei Punkte und Platz zwei einen Punkt.

## Legende
Kurze Übersicht zur Bedeutung der Symbolik – so üblicherweise auch in sonstigen Veröffentlichungen verwendet:
| DSQ   | disqualifiziert       |
| NM    | keine Höhe (No Mark)  |
| ogV   | ohne gültigen Versuch |
| k. A. | keine Angabe          |

## Resultate

### 100 m
| Platz | Athlet             | Land | Zeit (s) |
| ----- | ------------------ | ---- | -------- |
| 1     | Eugen Eldracher    | GER  | 00010,6  |
| 2     | Friedrich Wichmann | GER  | ca. 10,7 |
| 3     | Maurice Rousseaux  | FRA  | k. A.    |
| 4     | Gilbert Auvergne   | FRA  | k. A.    |

### 200 m
| Platz | Athlet             | Land | Zeit (s) |
| ----- | ------------------ | ---- | -------- |
| 1     | Friedrich Wichmann | GER  | 00021,4  |
| 2     | Eugen Eldracher    | GER  | ca. 21,5 |
| 3     | Gilbert Auvergne   | FRA  | k. A.    |
| 4     | André Mourlon      | FRA  | k. A.    |

### 400 m
| Platz | Athlet             | Land | Zeit (s) |
| ----- | ------------------ | ---- | -------- |
| 1     | Marcel Moulines    | FRA  | 48,2     |
| 2     | Joachim Büchner    | GER  | 48,4     |
| 3     | Harry Werner Storz | GER  | 49,4     |
| 4     | René Féger         | FRA  | k. A.    |

### 800 m
| Platz | Athlet       | Land | Zeit (min) |
| ----- | ------------ | ---- | ---------- |
| 1     | Jean Keller  | FRA  | 1:55,8     |
| 2     | Otto Peltzer | GER  | 1:56,0     |
| 3     | Séra Martin  | FRA  | 1:57,2     |
| 4     | Fredy Müller | GER  | k. A.      |

### 1500 m
| Platz | Athlet           | Land | Zeit (min) |
| ----- | ---------------- | ---- | ---------- |
| 1     | Jules Ladoumègue | FRA  | 3:55,4     |
| 2     | Herbert Böcher   | GER  | 3:58,0     |
| 3     | Charles Dabat    | FRA  | 4:02,0     |
| 4     | Hans Wichmann    | GER  | 4:08,4     |

### 5000 m
| Platz | Athlet              | Land | Zeit (min) |
| ----- | ------------------- | ---- | ---------- |
| 1     | Henri Dartigues     | FRA  | 15:37,4    |
| 2     | Siegfried Dieckmann | GER  | 15:37,8    |
| 3     | Hermann Helber      | GER  | 15:43,4    |
| 4     | Robert Marchal      | FRA  | 15:57,4    |

### 110 m Hürdenlauf
| Platz | Athlet            | Land | Zeit (s)                   |
| ----- | ----------------- | ---- | -------------------------- |
| 1     | Heinrich Troßbach | GER  | 00015,0                    |
| 2     | Willi Welscher    | GER  | ca. 15,5                   |
| 3     | André Adelheim    | FRA  | ca. 15,7                   |
| DSQ   | Gabriel Sempé     | FRA  | mehr als 2 Hürden gerissen |

Anmerkung zur Disqualifikation:
In den frühen Jahren der Leichtathletik durften in den Rennen über 110 und über 400 Meter Hürden höchstens zwei Hürden gerissen werden, ansonsten wurde eine Disqualifikation ausgesprochen.

### 4 × 100 m Staffel
| Platz | Besetzung       | Land                                                          | Zeit (s)                                                                   |
| ----- | --------------- | ------------------------------------------------------------- | -------------------------------------------------------------------------- |
| DSQ   | Deutsches Reich | Ernst Geerling Friedrich Wichmann Hans Salz Eugen Eldracher   | Beide Staffeln wurden wegen Wechselmarken- Überschreitung disqualifiziert. |
| DSQ   | Frankreich      | Henri Sureau Maurice Rousseaux Gilbert Auvergne André Mourlon | Beide Staffeln wurden wegen Wechselmarken- Überschreitung disqualifiziert. |

### 4 × 400 m Staffel
| Platz | Besetzung       | Land                                                              | Zeit (min) |
| ----- | --------------- | ----------------------------------------------------------------- | ---------- |
| 1     | Deutsches Reich | Harry Werner Storz Hermann Engelhard Otto Peltzer Joachim Büchner | 3:17,6     |
| 2     | Frankreich      | Joseph Jackson Séra Martin René Féger Marcel Moulines             | 3:20,6     |

### Hochsprung
| Platz | Athlet           | Land | Höhe (m) |
| ----- | ---------------- | ---- | -------- |
| 1     | Claude Ménard    | FRA  | 1,90     |
| 2     | Louis Philippon  | FRA  | 1,85     |
| 3     | Fritz Köpke      | GER  | 1,85     |
| 4     | Helmut Rosenthal | GER  | 1,80     |

### Stabhochsprung
| Platz | Athlet           | Land | Höhe (m) |
| ----- | ---------------- | ---- | -------- |
| 1     | Gustav Wegner    | GER  | 3,80     |
| 2     | Pierre Ramadier  | FRA  | 3,60     |
| 3     | Robert Vintousky | FRA  | 3,60     |
| NM    | Rudolf Dobermann | GER  | ogV      |

### Weitsprung
| Platz | Athlet           | Land | Weite (m) |
| ----- | ---------------- | ---- | --------- |
| 1     | Willi Meier      | GER  | 7,11      |
| 2     | Rudolf Dobermann | GER  | 6,89      |
| 3     | Robert Paul      | FRA  | 6,50      |
| 4     | Jacques Flouret  | FRA  | 6,44      |

### Kugelstoßen
| Platz | Athlet            | Land | Weite (m) |
| ----- | ----------------- | ---- | --------- |
| 1     | Wilhelm Uebler    | GER  | 14,71     |
| 2     | Jules Noël        | FRA  | 14,70     |
| 3     | Wilhelm Schneider | GER  | 14,22     |
| 4     | Raymond Drecq     | FRA  | 13,30     |

### Diskuswurf
| Platz | Athlet           | Land | Weite (m) |
| ----- | ---------------- | ---- | --------- |
| 1     | Jules Noël       | FRA  | 45,40     |
| 2     | Paul Winter      | FRA  | 45,35     |
| 3     | Ernst Paulus     | GER  | 44,24     |
| 4     | Hans Hoffmeister | GER  | 41,73     |

### Speerwurf
| Platz | Athlet           | Land | Weite (m) |
| ----- | ---------------- | ---- | --------- |
| 1     | Herbert Molles   | GER  | 61,60     |
| 2     | Bruno Schlokat   | GER  | 56,25     |
| 3     | Emmanuel Degland | FRA  | 53,42     |
| 4     | Simon Angeli     | FRA  | 52,20     |